# 听牌
听牌，為麻将術語，指的是离和了还差必要的一张牌之状态，引申為在賽事之中再贏一次即可取得勝利。
听牌的形式根据所听的牌是面子的哪一部分，进行分类。符数的计算也与此有关。
日本麻将中稱形式听牌，通常是避免流局罚点。